# União da Salvação

Dezembristas na Praça do Senado

A União da Salvação (em russo : Союз спасения, tr. Soyuz spaseniya), formada em 1816, também conhecida como a "Sociedade dos Filhos Verdadeiros e Leais da Pátria" (em russo: Общество истинных и верных сынов отечества) desde 1817, foi a primeira sociedade política secreta dos Dezembristas.
Em 1816, por iniciativa de Alexander Nikolayevich Muravyov, um grupo de jovens oficiais do exército russo fundou a União da Salvação (US). Os primeiros membros haviam participado da Guerra Patriótica de 1812 e das campanhas estrangeiras de 1813 a 1814. A US contava com cerca de 30 membros, incluindo Nikita Muravyov, Sergey Muravyov-Apostol, Matvei Muravyov-Apostol, Sergei Trubetskoy, Ivan Yakushkin, Pavel Pestel, Yevgeni Obolensky, Ivan Pushchin, Mikhail Lunin e outros. Em 1817 eles mudaram o nome para Sociedade dos Filhos Verdadeiros e Leais da Pátria. A US visava a abolição da servidão e a introdução da monarquia constitucional por meio de uma revolta armada para a sucessão do próximo imperador ao trono. Enquanto se preparavam para a tomada do poder, os membros da US tiveram que tentar expandir a influência da sociedade, proteger cargos militares e civis importantes nas estruturas do governo e formar a opinião pública.
Cada membro da US pertencia a uma das três categorias - bolyare (боляре), muzhi (мужи) e brat'ya (братья). A conspiração operou de tal maneira que apenas as duas primeiras categorias de membros sabiam o propósito final da sociedade. Membros de baixo escalão tiveram que obedecer implicitamente a membros de alto escalão. A admissão de novos membros, assim como a promoção interna, só poderia ocorrer com o consentimento do conselho supremo do bolyare. Iniciações e promoções foram realizadas em estrito acordo com um complexo sistema de rituais e votos, adotado da Maçonaria.
Havia dois tipos de grupos dentro da US - radical e moderada. Eles debateram sobre táticas e estrutura da sociedade, que alguns deles consideravam extremamente isolados e complicados. Os membros da UoS surgiram com vários projetos de regicídio, mas foram recusados devido à falta de financiamento e ao despreparo geral da sociedade para ação decisiva. Diante disso, a maioria dos membros decidiu votar pela dissolução da US e estabelecer uma nova organização, que teria mais membros e seria mais competente. Eles primeiro criaram uma organização de transição chamada Sociedade Militar ("Военное общество", ou Voyennoye obshchestvo) e, em seguida, em 1818 - a União da Prosperidade (em russo : Союз благоденствия ,translit.  Soyuz blagodenstviya).